# Thesium
- Commons
- Wikispecies

Thesium L. é um género botânico pertencente à família Santalaceae.

## Sinonímia
- Austroamericium Hendrych
- Chrysothesium (Jaub. & Spach) Hendrych

## Espécies
| - Thesium alpinum - Thesium bomiense - Thesium brevibracteatum - Thesium cathaicum - Thesium chinense - Thesium emodi - Thesium funale - Thesium himalense - Thesium humifusum - Thesium jarmilae - Thesium longiflorum | - Thesium longifolium - Thesium orgadophilum - Thesium psilotoides - Thesium pyrenaicum - Thesium ramosoides - Thesium refractum - Thesium remotebracteatum - Thesium strictum - Thesium tongolicum - Thesium viridifolium |

- «Lista completa»

## Classificação do gênero
| Sistema | Classificação                      | Referência               |
| ------- | ---------------------------------- | ------------------------ |
| Linné   | Classe Pentandria, ordem Monogynia | Species plantarum (1753) |